# Israelitas negros

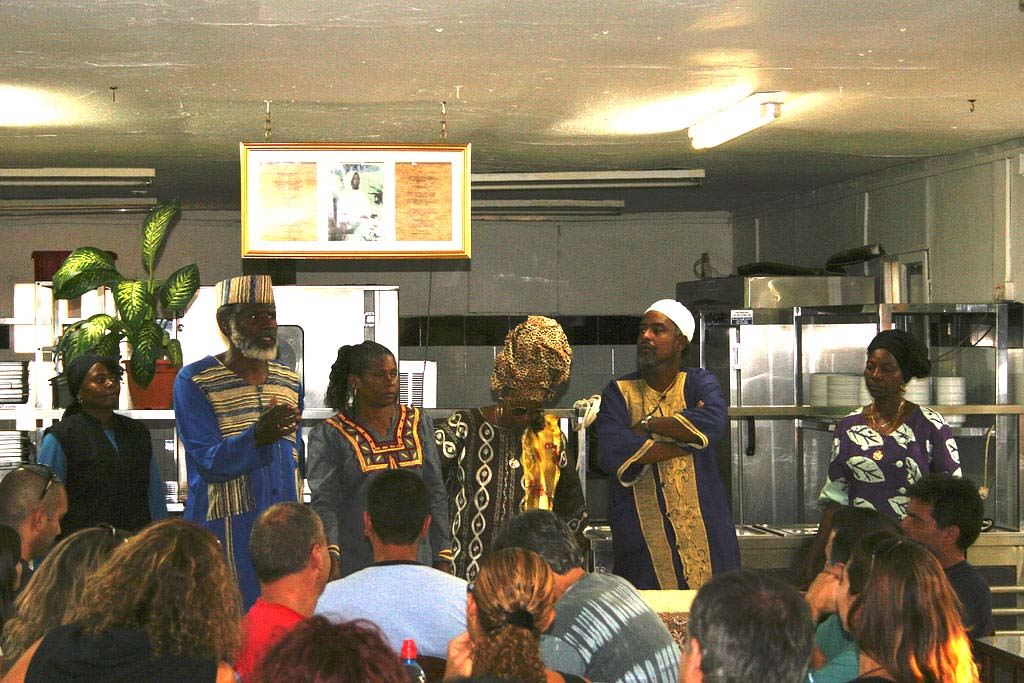
Hebreos negros —afroisraelitas— en Dimona, Israel.

Israelita negro (o también hebreo negro) es una locución referida a personas negras que se consideran descendientes de las antiguas tribus de Israel. No deben confundirse con los beta israelíes. Los israelitas negros se adhieren en diversos grados a las creencias y prácticas religiosas tanto del cristianismo como del judaísmo. La mayor parte de la comunidad judía solo reconoce como parte del pueblo judío al pequeño número de estos individuos que se han convertido formalmente al judaísmo, excluyendo al resto. Muchos optan por identificarse como afroisraelitas o hebreos negros en lugar de judíos para indicar sus conexiones históricas reclamadas. A mediados de la década de 1980, el número de hebreos negros en los Estados Unidos era de 25 000 a 40 000 personas.
La palabra no se refiere a las personas negras que se han convertido a alguna de las ramas establecidas del judaísmo (ortodoxo, conservador o reformado). La Asociación de Judíos Negros calculó en 1998 que en los Estados Unidos viven 200 000 negros que se autodefinen como judíos de alguna forma.
Esta posición religiosa guarda similitudes con el más antiguo israelismo británico, surgido dentro de los protestantes anglosajones a finales del siglo XIX.

## Razones del fenómeno
Desde las iglesias constituidas por la comunidad negra estadounidense, la identificación simbólica con las tribus de Israel en la Biblia, en particular la historia del Éxodo, siempre ha sido importante en su sistema de creencias. Una parte minúscula entre los afroamericanos había reclamado ser descendientes verdaderos de las tribus perdidas de Israel. La Iglesia de Dios y los Santos de Cristo, fundada en 1896, fue la primera conocida en haber declarado que los negros son «hebreos». En su culto hubo rituales similares tanto a los del judaísmo (circuncisión) como a los del cristianismo (bautismo).
El apodo de «hebreo negro» puede ser aplicado a muchos tipos de personas. Según el historiador afroamericano James Tinney, hay tres tipos primarios: judíos negros, que tienen raíces cristianas y aspectos del culto judíos; hebreos negros, más orientados al judaísmo, e israelitas negros, los más nacionalistas y alejados del judaísmo tradicional.